# 江戸子守唄
「江戸子守唄」（えどこもりうた）は日本の伝統的な子守唄で、江戸から始まって各地に伝えられて、日本の子守唄のルーツになったといわれている。

## 概要
この曲は日本の伝統的な子守唄で、江戸時代の文化文政時代のころからの記録があり、江戸から始まって各地に伝えられて（一説では厚木市）、日本の子守唄のルーツになったといわれている。
2006年（平成18年）に文化庁と日本PTA全国協議会が「日本の歌百選」に選定。

## 歌詞
民謡なのでいろいろな歌詞があるが、大きく分けて、広く歌われる歌の歌詞は、
1. ねんねんころりよ　おころりよ。
ぼうやはよい子だ　ねんねしな。
2. ぼうやのお守りは　どこへ行った。
あの山こえて　里へ行った。
3. 里のみやげに　何もろうた。

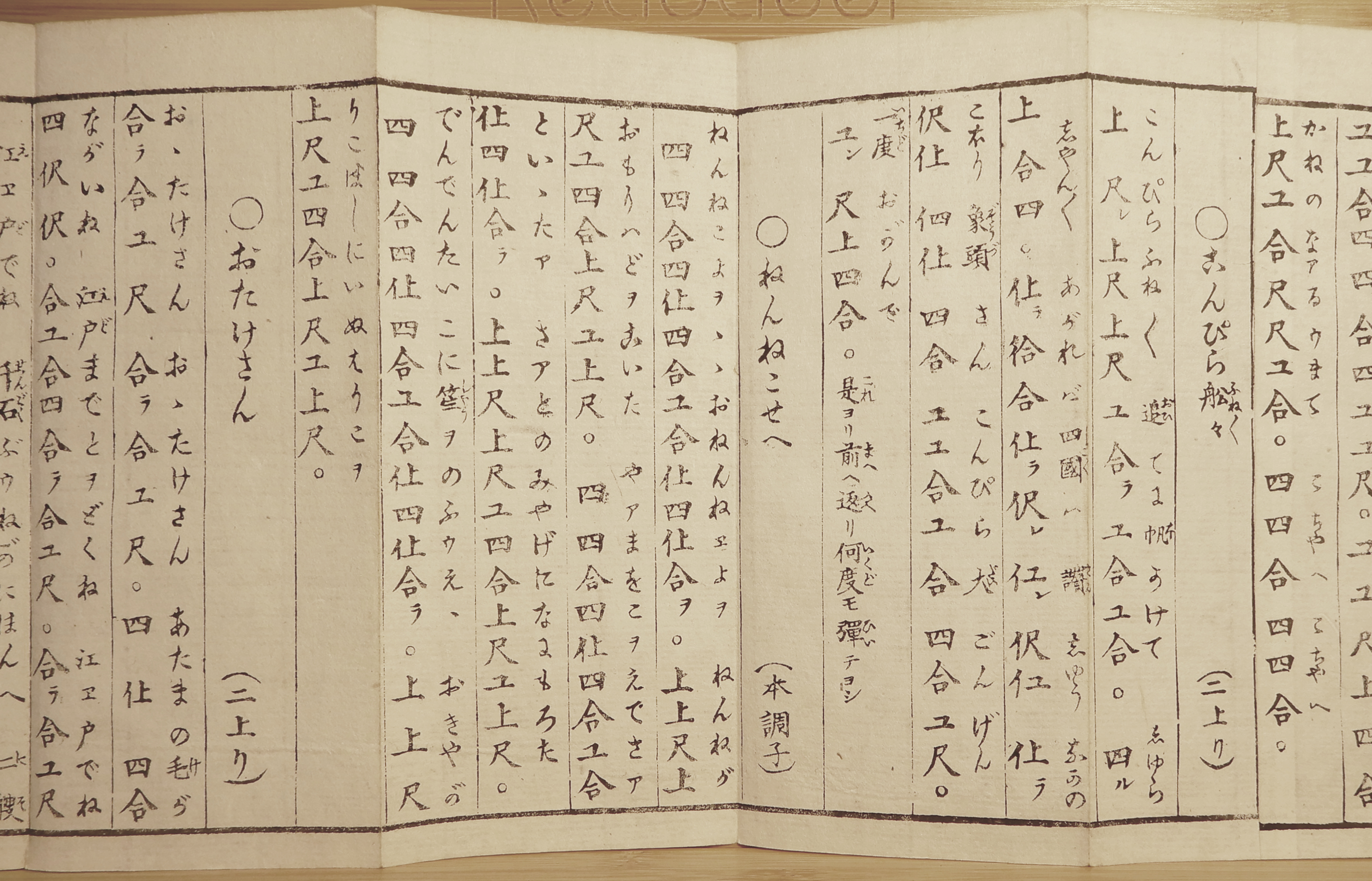
明治時代のバージョンの１つ「ねんねこせへ」の工尺譜と歌詞。1897年刊『月琴雑曲独稽古』より。

でんでん太鼓に　笙の笛。